# Мігел Велозу
Мігел Луїш Пінту Велозу (порт. Miguel Luís Pinto Veloso; нар. 11 травня 1986, Коїмбра) — португальський футболіст, грав за національну збірну Португалії.

## Клубна кар'єра

### Молодіжна кар'єра
Мігел Луїш Пінту Велозу народився 11 травня 1986 року в родині багаторічного капітана «Бенфіки» Антоніу Велозу.
У восьмирічному віці Мігель очікувано потрапляє до школи «Бенфіки», але надовго затриматись там не зумів: 1999 року «Орли» не захотіли підписувати контракт з Велозу через його зайву вагу.
Наступного року з хлопцем уклав угоду принциповий суперник «Бенфіки» — лісабонський «Спортінг». За молодіжні команди «Левів» Мігель виступав п'ять років.

### «Спортінг» (Лісабон)
2005 року керівництво «Спортінга» вирішило відправити талановитого футболіста, який у сезоні 2004/05 завоював звання чемпіона молодіжної першості Португалії, в оренду до клубу «Олівайш і Москавіді», що виступав другому дивізіоні, для набуття досвіду виступів на професійній арені. Саме в цьому клубі Велозу і дебютував в професійних матчах і за підсумками сезону допоміг клубу виграти лігу і підвищитись у класі.
Влітку 2006 року Велозу повернувся до «Спортінга», за який дебютував у основній команді 12 вересня 2006 року в матчі групового етапу Ліги чемпіонів проти міланського «Інтернаціонале». Португальська команда попри всі очікування перемогла з рахунком 1:0, а Мігела було визнано найкращим у матчі. Щоправда, в тому розіграші «Леви» із п'ятьма очками посіли четверте місце в групі.
Кар'єра Велозу стрімко набирала обертів і з часом він став основним виконавцем у своєму клубі.

### «Дженоа»
2010 року Мігель покинув «Спортінг», за який провів 170 матчів і забив 14 м'ячів, вигравши також два Кубки і Суперкубки країни, та перебрався до італійського «Дженоа». Там він дебютував 28 серпня у матчі проти «Удінезе». За генуезький клуб, який у сезоні 2010/11 років фінішував на 10-й позиції у Серії А, а наступної першості ледве уник пониження в класі, футболіст провів 49 матчів і забив два голи. Усього за клуб зіграв 53 матчі і забив 2 м'ячі.

### «Динамо» (Київ)
4 липня 2012 року підписав 4-річний контракт з київським «Динамо». Компенсація за перехід, за неофіційними даними, склала 7-8,5 мільйона євро. Дебютував 22 липня 2012 у матчі проти київського «Арсенала» який закінчився 1-0 на користь динамівців. Перший сезон він проводив дуже добре. Саме тому за версією вболівальників став найкращим гравцем першої половини УПЛ 2012/2013. А дебютний гол забив у ворота «ПСЖ». А також став одним з основних виконавців штрафних ударів.
Його випробовували ще й на позиції лівого півзахисника. Влітку 2016 року контракт португальського хавбека з киянами закінчився і футболіст вирішив не підписувати нову угоду з «Динамо». Велозу приєднався до італійського «Дженоа» на правах вільного агента.

### Повернення до Італії
У «Дженоа» після повернення португалець провів три сезони, взявши участь у 66 матчах Серії A.
Влітку 2019 року його контракт з клубом завершився, і він на правах вільного агента уклав однорічну угоду з «Вероною». Свій дебют у чемпіонаті за нову команду відзначив забитим голом. Згодом співпраця з веронцями подовжувалася, і взагалі за цю команду Везозу відіграв чотири сезони, взявши участь у понад 100 іграх усіх турнірів.
2 серпня 2023 року досвідчений 37-річний футболіст знайшов варіант продовження кар'єри, приєднавшись до друголігової «Пізи».

## Виступи за збірну
Не раз Велозу викликався до португальських збірних різного віку. Найбільшого успіху на цьому рівні він досяг 2003 року, коли переміг на домашньому чемпіонаті Європи серед 17-річних.
Після молодіжного чемпіонату Європи 2007 року, де Мігел себе вдало проявив, на нього звернув увагу тодішній наставник національної збірної Луїс Феліпе Сколарі.
Вперше на матч за головну збірну країни Велозу вийшов 13 жовтня 2007 року у відборі до Євро-2008 проти збірної Азербайджану, а рівно через рік і один день, 14 жовтня 2008 року забив у ворота збірної Мальти свій перший гол.
У складі збірної був учасником чемпіонату Європи 2008 року в Австрії та Швейцарії, чемпіонату світу 2010 року у ПАР, чемпіонату Європи 2012 року в Україні та Польщі, а також чемпіонату світу 2014 року в Бразилії. 

## Статистика виступів

### Статистика клубних виступів
Станом на 3 серпня 2023 року
| Сезон                     | Команда                   | Чемпіонат                 | Чемпіонат | Чемпіонат | Національний кубок | Національний кубок | Національний кубок | Континентальні кубки | Континентальні кубки | Континентальні кубки | Інші змагання | Інші змагання | Інші змагання | Усього | Усього |
| Сезон                     | Команда                   | Ліга                      | Ігор      | Голів     | Ліга               | Ігор               | Голів              | Ліга                 | Ігор                 | Голів                | Ліга          | Ігор          | Голів         | Ігор   | Голів  |
| ------------------------- | ------------------------- | ------------------------- | --------- | --------- | ------------------ | ------------------ | ------------------ | -------------------- | -------------------- | -------------------- | ------------- | ------------- | ------------- | ------ | ------ |
| 2005-06                   | «Олівайш і Москавіді»     | 2Д                        | 28        | 7         |                    |                    |                    |                      |                      |                      |               |               |               | 28     | 7      |
| 2006-07                   | «Спортінг»                | ПД                        | 22        | 0         |                    |                    |                    |                      |                      |                      |               |               |               | 22     | 0      |
| 2007-08                   | «Спортінг»                | ПД                        | 29        | 1         | КПЛ                | 1                  | 0                  | ЛЧ+КУЄФА             | 6+5                  | 0+0                  | СП            | 1             | 0             | 42     | 1      |
| 2008-09                   | «Спортінг»                | ПД                        | 21        | 0         | КПЛ                | 1                  | 0                  | ЛЧ                   | 7                    | 1                    | СП            | 1             | 0             | 30     | 1      |
| 2009-10                   | «Спортінг»                | ПД                        | 25        | 3         | КПЛ+КП             | 3+3                | 2+2                | ЛЧ+ЛЄ                | 4+10                 | 1+3                  |               |               |               | 45     | 11     |
| 2010-11                   | «Спортінг»                | ПД                        | 0         | 0         |                    |                    |                    | ЛЄ                   | 1                    | 0                    |               |               |               | 1      | 0      |
| Усього за «Спортінг»      | Усього за «Спортінг»      | Усього за «Спортінг»      | 97        | 4         |                    | 8                  | 4                  |                      | 33                   | 5                    |               | 2             | 0             | 140    | 13     |
| 2010-11                   | «Дженоа»                  | A                         | 20        | 0         | КІ                 | 2                  | 0                  |                      |                      |                      |               |               |               | 22     | 0      |
| 2011-12                   | «Дженоа»                  | A                         | 29        | 2         | КІ                 | 2                  | 0                  |                      |                      |                      |               |               |               | 31     | 2      |
| 2012-13                   | «Динамо»                  | УПЛ                       | 24        | 2         | КУ                 | 1                  | 0                  |                      | 12                   | 1                    |               |               |               | 37     | 3      |
| 2013-14                   | «Динамо»                  | УПЛ                       | 20        | 1         | КУ                 | 4                  | 0                  |                      | 8                    | 1                    |               |               |               | 32     | 2      |
| 2014-15                   | «Динамо»                  | УПЛ                       | 14        | 1         | КУ                 | 5                  | 2                  |                      | 9                    | 3                    |               |               |               | 28     | 6      |
| 2015-16                   | «Динамо»                  | УПЛ                       | 12        | 2         | КУ                 | 4                  | 1                  |                      | 4                    | 0                    |               | 1             | 0             | 21     | 3      |
| Усього за «Динамо» (Київ) | Усього за «Динамо» (Київ) | Усього за «Динамо» (Київ) | 78        | 8         |                    | 14                 | 3                  |                      | 34                   | 5                    |               | 1             | 0             | 127    | 14     |
| 2016–17                   | «Дженоа»                  | A                         | 23        | 0         | КІ                 | 2                  | 1                  | -                    | -                    | -                    | -             | -             | -             | 25     | 1      |
| 2017–18                   | «Дженоа»                  | A                         | 22        | 1         | КІ                 | 1                  | 0                  | -                    | -                    | -                    | -             | -             | -             | 23     | 1      |
| 2018–19                   | «Дженоа»                  | A                         | 21        | 0         | КІ                 | 1                  | 0                  | -                    | -                    | -                    | -             | -             | -             | 22     | 0      |
| Усього за «Дженоа»        | Усього за «Дженоа»        | Усього за «Дженоа»        | 115       | 1         |                    | 8                  | 1                  |                      | -                    | -                    |               | -             | -             | 123    | 4      |
| 2019–20                   | «Верона»                  | A                         | 34        | 3         | КІ                 | 1                  | 0                  | -                    | -                    | -                    | -             | -             | -             | 35     | 3      |
| 2020–21                   | «Верона»                  | A                         | 21        | 2         | КІ                 | 1                  | 0                  | -                    | -                    | -                    | -             | -             | -             | 22     | 2      |
| 2021–22                   | «Верона»                  | A                         | 22        | 0         | КІ                 | 2                  | 0                  | -                    | -                    | -                    | -             | -             | -             | 24     | 0      |
| 2022–23                   | «Верона»                  | A                         | 22        | 0         | КІ                 | 0                  | 0                  | -                    | -                    | -                    | -             | -             | -             | 22     | 0      |
| Усього за «Верону»        | Усього за «Верону»        | Усього за «Верону»        | 99        | 5         |                    | 4                  | 0                  |                      | -                    | -                    |               | -             | -             | 103    | 5      |
| 2023–24                   | «Піза»                    | B                         | 0         | 0         | КІ                 | 0                  | 0                  | -                    | -                    | -                    | -             | -             | -             | 0      | 0      |
| Усього за кар'єру         | Усього за кар'єру         | Усього за кар'єру         | 417       | 25        |                    | 45                 | 8                  |                      | 72                   | 10                   |               | 3             | 0             | 537    | 43     |

### Статистика виступів за збірну
Станом на 25 серпня 2023 року
| Дата       | Місто                  | Господарі            | Результат               | Гості                | Турнір                | Голи | Примітки   |
| ---------- | ---------------------- | -------------------- | ----------------------- | -------------------- | --------------------- | ---- | ---------- |
| 13-10-2007 | Баку                   | Азербайджан          | 0 – 2                   | Португалія           | Відбір до ЧЄ 2008     | -    |            |
| 17-10-2007 | Алмати                 | Казахстан            | 1 – 2                   | Португалія           | Відбір до ЧЄ 2008     | -    |            |
| 17-11-2007 | Лейрія                 | Португалія           | 1 – 0                   | Вірменія             | Відбір до ЧЄ 2008     | -    |            |
| 21-11-2007 | Порту                  | Португалія           | 0 – 0                   | Фінляндія            | Відбір до ЧЄ 2008     | -    |            |
| 26-3-2008  | Дюссельдорф            | Греція               | 2 – 1                   | Португалія           | товариський матч      | -    | 67'        |
| 31-5-2008  | Візеу                  | Португалія           | 2 – 0                   | Грузія               | товариський матч      | -    | 46'        |
| 15-6-2008  | Базель                 | Швейцарія            | 2 – 0                   | Португалія           | ЧЄ 2008 - 1-й етап    | -    | 71'        |
| 10-10-2009 | Лісабон                | Португалія           | 3 – 0                   | Угорщина             | Відбір до ЧС 2010     | -    | 81'        |
| 14-10-2009 | Гімарайнш              | Португалія           | 4 – 0                   | Мальта               | Відбір до ЧС 2010     | 1    |            |
| 18-11-2009 | Зениця                 | Боснія і Герцеговина | 0 – 1                   | Португалія           | Відбір до ЧС 2010     | -    | 90+1'      |
| 24-5-2010  | Ковілян                | Португалія           | 0 – 0                   | Кабо-Верде           | товариський матч      | -    | 46'        |
| 8-6-2010   | Йоганнесбург           | Мозамбік             | 0 – 3                   | Португалія           | товариський матч      | -    | 61'        |
| 21-6-2010  | Кейптаун               | Португалія           | 7 – 0                   | Північна Корея       | ЧС 2010 - 1-й етап    | -    | 70'        |
| 25-6-2010  | Дурбан                 | Португалія           | 0 – 0                   | Бразилія             | ЧС 2010 - 1-й етап    | -    | 84'        |
| 7-9-2010   | Осло                   | Норвегія             | 1 – 0                   | Португалія           | Відбір до ЧЄ 2012     | -    |            |
| 9-2-2011   | Женева                 | Аргентина            | 2 – 1                   | Португалія           | товариський матч      | -    | 78' 83'    |
| 2-9-2011   | Нікосія                | Кіпр                 | 0 – 4                   | Португалія           | Відбір до ЧЄ 2012     | -    | 63'        |
| 7-10-2011  | Порту                  | Португалія           | 5 – 3                   | Ісландія             | Відбір до ЧЄ 2012     | -    | 60'        |
| 11-10-2011 | Копенгаген             | Данія                | 2 – 1                   | Португалія           | Відбір до ЧЄ 2012     | -    | 65'        |
| 11-11-2011 | Зениця                 | Боснія і Герцеговина | 0 – 0                   | Португалія           | Відбір до ЧЄ 2012     | -    |            |
| 15-11-2011 | Лісабон                | Португалія           | 6 – 2                   | Боснія і Герцеговина | Відбір до ЧЄ 2012     | 1    |            |
| 29-2-2012  | Варшава                | Польща               | 0 – 0                   | Португалія           | товариський матч      | -    | 49'        |
| 26-5-2012  | Лейрія                 | Португалія           | 0 – 0                   | Північна Македонія   | товариський матч      | -    | 72'        |
| 2-6-2012   | Лісабон                | Португалія           | 1 – 3                   | Туреччина            | товариський матч      | -    | 69'        |
| 9-6-2012   | Львів                  | Німеччина            | 1 – 0                   | Португалія           | ЧЄ 2012 - 1-й етап    | -    |            |
| 13-6-2012  | Львів                  | Данія                | 2 – 3                   | Португалія           | ЧЄ 2012 - 1-й етап    | -    |            |
| 17-6-2012  | Харків                 | Португалія           | 2 – 1                   | Нідерланди           | ЧЄ 2012 - 1-й етап    | -    |            |
| 21-6-2012  | Варшава                | Чехія                | 0 – 1                   | Португалія           | ЧЄ 2012 - чвертьфінал | -    | 27'        |
| 27-6-2012  | Донецьк                | Португалія           | 0 – 0 д.ч. (2 – 4 п.п.) | Іспанія              | ЧЄ 2012 - півфінал    | -    | 90+3' 106' |
| 15-8-2012  | Фару                   | Португалія           | 2 – 0                   | Панама               | товариський матч      | -    | 73'        |
| 7-9-2012   | Люксембург             | Люксембург           | 1 – 2                   | Португалія           | Відбір до ЧС 2014     | -    | 46'        |
| 11-9-2012  | Брага (Португалія)     | Португалія           | 3 – 0                   | Азербайджан          | Відбір до ЧС 2014     | -    | 63'        |
| 12-10-2012 | Москва                 | Росія                | 1 – 0                   | Португалія           | Відбір до ЧС 2014     | -    | 43'        |
| 16-10-2012 | Порту                  | Португалія           | 1 – 1                   | Північна Ірландія    | Відбір до ЧС 2014     | -    |            |
| 6-2-2013   | Гімарайнш              | Португалія           | 2 – 3                   | Еквадор              | товариський матч      | -    | 73'        |
| 22-3-2013  | Тель-Авів              | Ізраїль              | 3 – 3                   | Португалія           | Відбір до ЧС 2014     | -    | 60'        |
| 26-3-2013  | Баку                   | Азербайджан          | 0 – 2                   | Португалія           | Відбір до ЧС 2014     | -    |            |
| 7-6-2013   | Лісабон                | Португалія           | 1 – 0                   | Росія                | Відбір до ЧС 2014     | -    |            |
| 14-8-2013  | Фару                   | Португалія           | 1 – 1                   | Нідерланди           | товариський матч      | -    | 82'        |
| 6-9-2013   | Белфаст                | Північна Ірландія    | 2 – 4                   | Португалія           | Відбір до ЧС 2014     | -    |            |
| 10-9-2013  | Фоксборо (Массачусетс) | Бразилія             | 3 – 1                   | Португалія           | товариський матч      | -    |            |
| 11-10-2013 | Лісабон                | Португалія           | 1 – 1                   | Ізраїль              | Відбір до ЧС 2014     | -    | 87'        |
| 15-10-2013 | Коїмбра                | Португалія           | 3 – 0                   | Люксембург           | Відбір до ЧС 2014     | -    | 58'        |
| 15-11-2013 | Лісабон                | Португалія           | 1 – 0                   | Швеція               | Відбір до ЧС 2014     | -    |            |
| 19-11-2013 | Стокгольм              | Швеція               | 2 – 3                   | Португалія           | Відбір до ЧС 2014     | -    |            |
| 5-3-2014   | Лейрія                 | Португалія           | 5 – 1                   | Камерун              | товариський матч      | -    | 76'        |
| 31-5-2014  | Оейраш                 | Португалія           | 0 – 0                   | Греція               | товариський матч      | -    |            |
| 6-6-2014   | Фоксборо (Массачусетс) | Мексика              | 0 – 1                   | Португалія           | товариський матч      | -    |            |
| 10-6-2014  | Іст-Ратерфорд          | Португалія           | 5 – 1                   | Ірландія             | товариський матч      | -    | 81'        |
| 16-6-2014  | Сальвадор              | Німеччина            | 4 – 0                   | Португалія           | ЧС 2014 - 1-й етап    | -    | 46'        |
| 22-6-2014  | Манаус                 | США                  | 2 – 2                   | Португалія           | ЧС 2014 - 1-й етап    | -    |            |
| 26-6-2014  | Бразиліа               | Португалія           | 2 – 1                   | Гана                 | ЧС 2014 - 1-й етап    | -    |            |
| 7-9-2014   | Авейру (значення)      | Португалія           | 0 – 1                   | Албанія              | Відбір до ЧЄ 2016     | -    | 73'        |
| 4-9-2015   | Лісабон                | Португалія           | 0 – 1                   | Франція              | товариський матч      | -    | 61'        |
| 7-9-2015   | Ельбасан               | Албанія              | 0 – 1                   | Португалія           | Відбір до ЧЄ 2016     | 1    |            |
| 11-10-2015 | Белград                | Сербія               | 1 – 2                   | Португалія           | Відбір до ЧЄ 2016     | -    | 70'        |
| Усього     |                        | Матчів               | 57                      |                      | Голів                 | 3    |            |

## Титули і досягнення
- Переможець чемпіонату Європи серед 17-річних:

Португалія U-17: 2003
- Володар Кубка Португалії (2):

«Спортінг»: 2006-07, 2007-08
- Володар Суперкубка Португалії (2):

«Спортінг»: 2007, 2008
- Чемпіон України (2):

«Динамо» (Київ): 2014-15, 2015-16
- Володар Кубка України (2):

«Динамо» (Київ): 2013-14, 2014-15
- Бронзовий призер чемпіонату Європи:

Португалія: 2012
Особисті
- Найкращий гравець чемпіонату Європи серед 17-річних:

Португалія U-17 2003